# Слободан Мијачевић
Слободан Мијачевић (Вуковар, 1927) је српски и југословенски сценограф и филмски архитекта.
Радио је као сценограф или архитекта на филмовима Драгована Јовановића, Зорана Чалића, Миће Поповића, Жике Митровића, Здравка Велимировића, Јована Живановића, Торија Јанковића и многих других.

## Сценографија
| Год.    | Назив                               | Улога                |
| ------- | ----------------------------------- | -------------------- |
| 1950. е |                                     |                      |
| 1953.   | Циганка                             | сет дизајнер         |
| 1956.   | Путници са Сплендида                | арт дизајнер         |
| 1957.   | Зеница                              | арт дизајнер         |
| 1958.   | Рафал у небо                        | арт дизајнер         |
| 1958.   | Случај у трамвају                   | арт дизајнер         |
| 1958.   | Погон Б                             | арт дизајнер         |
| 1959.   | Осма врата                          | арт дизајнер         |
| 1960. е |                                     |                      |
| 1960.   | Капетан Леши                        | арт дизајнер         |
| 1960.   | Дан четрнаести                      | арт дизајнер         |
| 1961.   | Не дирај у срећу                    | арт дизајнер         |
| 1961.   | Maciste contro il vampiro           | арт дизајнер         |
| 1962.   | La Fayette                          | арт дизајнер         |
| 1962.   | Шеки снима, пази се                 | арт дизајнер         |
| 1963.   | Мушкарци                            | арт директор         |
| 1964.   | Freddy und das Lied der Prärie      | арт директор         |
| 1964.   | На место, грађанине Покорни!        | арт директор         |
| 1965.   | La fabuleuse aventure de Marco Polo | арт директор         |
| 1965.   | Инспектор (филм)                    | сценограф            |
| 1966.   | The Boy Cried Murder                | арт директор         |
| 1966.   | Рој (филм)                          | арт директор         |
| 1967.   | Хасанагиница                        | арт директор         |
| 1967.   | Летови који се памте                | сценограф            |
| 1968.   | Брат доктора Хомера                 | арт директор         |
| 1968.   | Операција Београд                   | арт директор         |
| 1969.   | Крвава бајка                        | арт директор         |
| 1970. е |                                     |                      |
| 1970.   | Оксиген                             | арт директор         |
| 1970.   | Са друге стране                     | арт директор         |
| 1971.   | Романса коњокрадице                 | арт дизјнер          |
| 1972.   | Мајстор и Маргарита                 | арт дизајнер         |
| 1974.   | Против Кинга                        | сценограф            |
| 1974.   | Капелски кресови                    | арт директор         |
| 1974.   | Дервиш и смрт (филм)                | арт директор         |
| 1974.   | Кошава (филм)                       | арт директор         |
| 1977.   | Луде године (филм)                  | сценограф            |
| 1980. е |                                     |                      |
| 1981.   | Доротеј                             | асистент сценографа  |
| 1981.   | Црвени коњ                          | ассистент сценографа |
| 1981.   | Лов у мутном                        | арт директор         |
| 1982.   | Саблазан                            | сценограф            |
| 1982.   | Мој тата на одређено време          | сценограф            |
| 1982.   | Далеко небо                         | арт директор         |
| 1984.   | Како се калио народ Горњег Јауковца | арт директор         |
| 1984.   | О покојнику све најлепше            | арт директор         |